# Platyrrhinus albericoi
Platyrrhinus albericoi — вид родини листконосові (Phyllostomidae), ссавець ряду лиликоподібні (Vespertilioniformes, seu Chiroptera).

## Середовище проживання
Країни поширення: Болівія, Колумбія, Еквадор, Перу. Мешкає від 1480 до 2500 м. 

## Звички
В основному плодоїдний.

## Загрози та охорона
Серйозних загроз нема.